# Rowlandius falcifemur
Rowlandius falcifemur är en spindeldjursart som beskrevs av Rolando Teruel 2003. Rowlandius falcifemur ingår i släktet Rowlandius och familjen Hubbardiidae. Inga underarter finns listade i Catalogue of Life.